# Żyła skośna przedsionka lewego

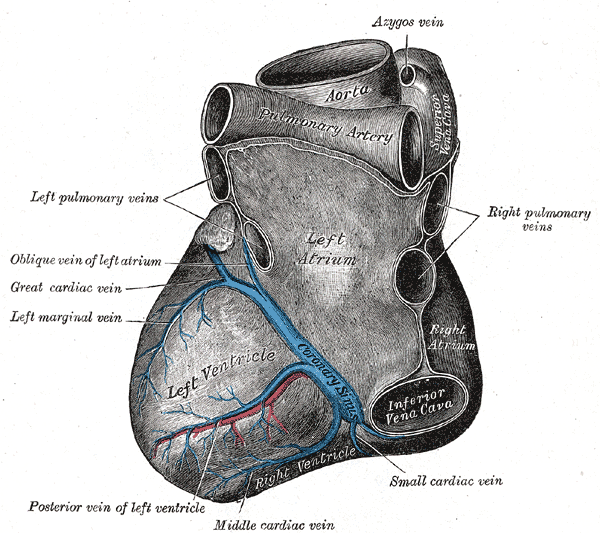
Żyła skośna przedsionka lewego podpisana Oblique vein of left atrium.

Żyła skośna przedsionka lewego (łac. vena obliqua atrii sinistri) – w anatomii człowieka żyła serca biegnąca ukośnie na bocznej i tylnej powierzchni lewego przedsionka serca. Uchodzi przez zatokę wieńcową do prawego przedsionka serca. Od góry łączy się z nią więzadło żyły głównej lewej.